# Memory Lane: The Best of McFly
Memory Lane: The Best of McFly —en español: Senda de la memoria: Lo mejor de McFly— es el tercer álbum recopilatorio de la banda británica de pop rock McFly. El disco será publicado el 26 de noviembre de 2012 y contiene los mejores éxitos de la banda junto a tres canciones nuevas, «Do Watcha», «Cherry Cola» y «Love is Easy». Esta última será publicada como sencillo el día 18 de noviembre. También habrá una edición de lujo lanzado que contará con un disco extra que contiene las caras B más famosas de McFly, canciones en directo y varias canciones inéditas.

## Lista de canciones[2]
| Memory Lane: The Best of McFly |                                  |                                                                                                   |          |  |
| N.º                            | Título                           | Escritor(es)                                                                                      | Duración |  |
| 1.                             | «Love is Easy»                   | Tom Fletcher, Danny Jones, Dougie Poynter, Antony Brant                                           | 3:54     |  |
| 2.                             | «Shine a Light» (radio edit)     | Tom Fletcher, Danny Jones, Taio Cruz                                                              | 3:39     |  |
| 3.                             | «Party Girl»                     | Dallas Austin, Tom Fletcher, Dougie Poynter, Danny Jones                                          | 3:11     |  |
| 4.                             | «Falling in Love» (radio edit)   | Tom Fletcher, Danny Jones, Jason Perry                                                            | 3:31     |  |
| 5.                             | «Do ya»                          | Tom Fletcher, Danny Jones, Dougie Poynter, James Bourne                                           | 2:54     |  |
| 6.                             | «Lies»                           | Tom Fletcher, Danny Jones, Dougie Poynter                                                         | 3:46     |  |
| 7.                             | «One for the Radio»              | Tom Fletcher                                                                                      | 3:06     |  |
| 8.                             | «The Heart Never Lies»           | Tom Fletcher                                                                                      | 3:16     |  |
| 9.                             | «Transylvania»                   | Tom Fletcher, Dougie Poynter                                                                      | 4:10     |  |
| 10.                            | «Friday Night»                   | Tom Fletcher, Danny Jones, Dougie Poynter, Jason Perry, Julian Emery, Daniel P Carter             | 3:22     |  |
| 11.                            | «Star Girl»                      | Tom Fletcher, Danny Jones, Dougie Poynter, Harry Judd, Jason Perry, Julian Emery, Daniel P Carter | 3:28     |  |
| 12.                            | «Dont Stop Me Now»               | Freddie Mercury                                                                                   | 3:20     |  |
| 13.                            | «I'll be ok»                     | Tom Fletcher, Danny Jones, Dougie Poynter                                                         | 3:25     |  |
| 14.                            | «All About You»                  | Tom Fletcher                                                                                      | 2:46     |  |
| 15.                            | «Room on the 3rd Floor»          | Tom Fletcher, Danny Jones                                                                         | 3:16     |  |
| 16.                            | «Obviously»                      | Tom Fletcher, Danny Jones, James Bourne                                                           | 3:16     |  |
| 17.                            | «5 colours in her hair»          | Tom Fletcher, Danny Jones, James Bourne, B. Sargeant                                              | 2:58     |  |
| 18.                            | «Do Watcha»                      | Dougie Poynter                                                                                    | 3:12     |  |
| 19.                            | «Cherry cola»                    | Tom Fletcher , Danny Jones, Dougie Poynter                                                        | 3:03     |  |
| 20.                            | «That Girl» (original 2003 demo) | Tom Fletcher, James Bourne                                                                        | 3:17     |  |
| 21.                            | «Obviously» (original 2003 demo) | Tom Fletcher, Danny Jones, James Bourne                                                           | 3:16     |  |
| 22.                            | «Memory Lane»                    | Tom Fletcher, James Bourne                                                                        | 4:40     |  |

| Deluxe Album CD 2 |                                          |                                                             |          |  |
| N.º               | Título                                   | Escritor(es)                                                | Duración |  |
| 1.                | «Umbrella»                               | Jay-Z, Kuk Harrell, The Dream, Christopher Stewart          | 4:05     |  |
| 2.                | «Lola» (feat Busted)                     | Ray Davies                                                  | 4:06     |  |
| 3.                | «The Guy Who Turned Her Down»            | Tom Fletcher, James Bourne                                  | 3:55     |  |
| 4.                | «Get Over You»                           | Tom Fletcher, Danny Jones, Dougie Poynter, Harry Judd       | 2:24     |  |
| 5.                | «You've Got a Friend»                    | Carole King                                                 | 4:32     |  |
| 6.                | «No Worries»                             | Tom Fletcher, James Bourne, Charlie Simpson                 | 3:54     |  |
| 7.                | «Silence is a Scary Sound» (live)        | Dougie Poynter                                              | 3:23     |  |
| 8.                | «Sunny Side of the Street»               | Tom Fletcher, Danny Jones, Antony Brant                     | 3:14     |  |
| 9.                | «Memory Lane»                            | Tom Fletcher, James Bourne                                  | 4:40     |  |
| 10.               | «Surfer Babe»                            | Tom Fletcher, James Bourne                                  | 2:33     |  |
| 11.               | «Ignorance»                              | Dougie Poynter                                              | 3:00     |  |
| 12.               | «Down Down»                              | McFly                                                       | 3:24     |  |
| 13.               | «Mess Around You»                        | McFly                                                       | 2:08     |  |
| 14.               | «Rockin' Robin»                          | Jimmie Thomas                                               | 2:34     |  |
| 15.               | «POV» (acoustic)                         | Tom Fletcher                                                | 3:25     |  |
| 16.               | «She Loves You»                          | John Lennon, Paul McCartney                                 | 2:27     |  |
| 17.               | «Mr. Brightside»                         | Brandon Flowers, Dave Keuning                               | 3:38     |  |
| 18.               | «Little Joanna»                          | Tom Fletcher, Danny Jones, Dougie Poynter, Matthew Fletcher | 3:56     |  |
| 19.               | «Bubble Wrap»                            | Tom Fletcher                                                | 5:12     |  |
| 20.               | «Five colours in her hair» (USA version) | Tom Fletcher, Danny Jones, James Bourne, B. Sargeant        | 3:02     |  |

## Posicionamiento en las listas de ventas
| Lista de ventas                        | Posición más alta | Certificación |
| -------------------------------------- | ----------------- | ------------- |
| UK Albums Chart                        | -                 | -             |
| U.S. Billboard European Top 100 Albums | -                 | -             |
| Irish Albums Chart                     | -                 | -             |

## Historial de publicación
| País        | Fecha                   | Discográfica    | Formato                        |
| ----------- | ----------------------- | --------------- | ------------------------------ |
| Reino Unido | 26 de noviembre de 2012 | Island Records  | CD, doble CD, descarga digital |
| España      | 27 de noviembre de 2012 | Universal Music | CD, doble CD, descarga digital |